# ريمي ديسكامب
ريمي ديسكامب (بالفرنسية: Rémy Descamps)‏ (مواليد 25 يونيو 1996) هو لاعب كرة قدم فرنسي يلعب كحارس مرمى في نادي رويال شارلروا.

## روابط خارجية
- ريمي ديسكامب على موقع الاتحاد الأوربي (الإنجليزية)
- ريمي ديسكامب على موقع رابطة كرة القدم الفرنسية للمحترفين (الإنجليزية)
- ريمي ديسكامب على موقع قاعدة بيانات كرة القدم.إي يو (الإنجليزية)
- ريمي ديسكامب على موقع ليكيب (الفرنسية)
- ريمي ديسكامب على موقع Soccerway.com (الإنجليزية)
- ريمي ديسكامب على موقع AS.com (الإسبانية)